# Maximiliana
Maximiliana är en feminin form av Maximilian som betyder den störste. Namnet fanns i almanackan 1 februari 1823 - 1901, efter Josefina Maximiliana Eugenia Napoleona av Leuchtenburg, som gifte sig med kronprins Oscar (sedermera Oscar I) år 1823.
Den 31 december 2007 fanns det i Sverige 14 kvinnor som hade förnamnet Maximiliana. Av dessa hade ingen det som tilltalsnamn.